# Léodagan
Léodagan (ou Léo De Grand) est, dans la légende arthurienne, généralement le père de Guenièvre et donc le beau-père d'Arthur Pendragon, roi des Bretons. Léodagan est également roi de Carmélide, et gardien de la Table Ronde après la mort d'Uther Pendragon, père et prédécesseur d'Arthur.

## Origine
Dans la mythologie celtique galloise, le père de Gwenhwyfar (Guenièvre) est le géant Ogyruan/Ogyrvan ou Gogyrfan, mentionné dans un certain nombre de textes en moyen gallois.

## Dans la littérature médiévale

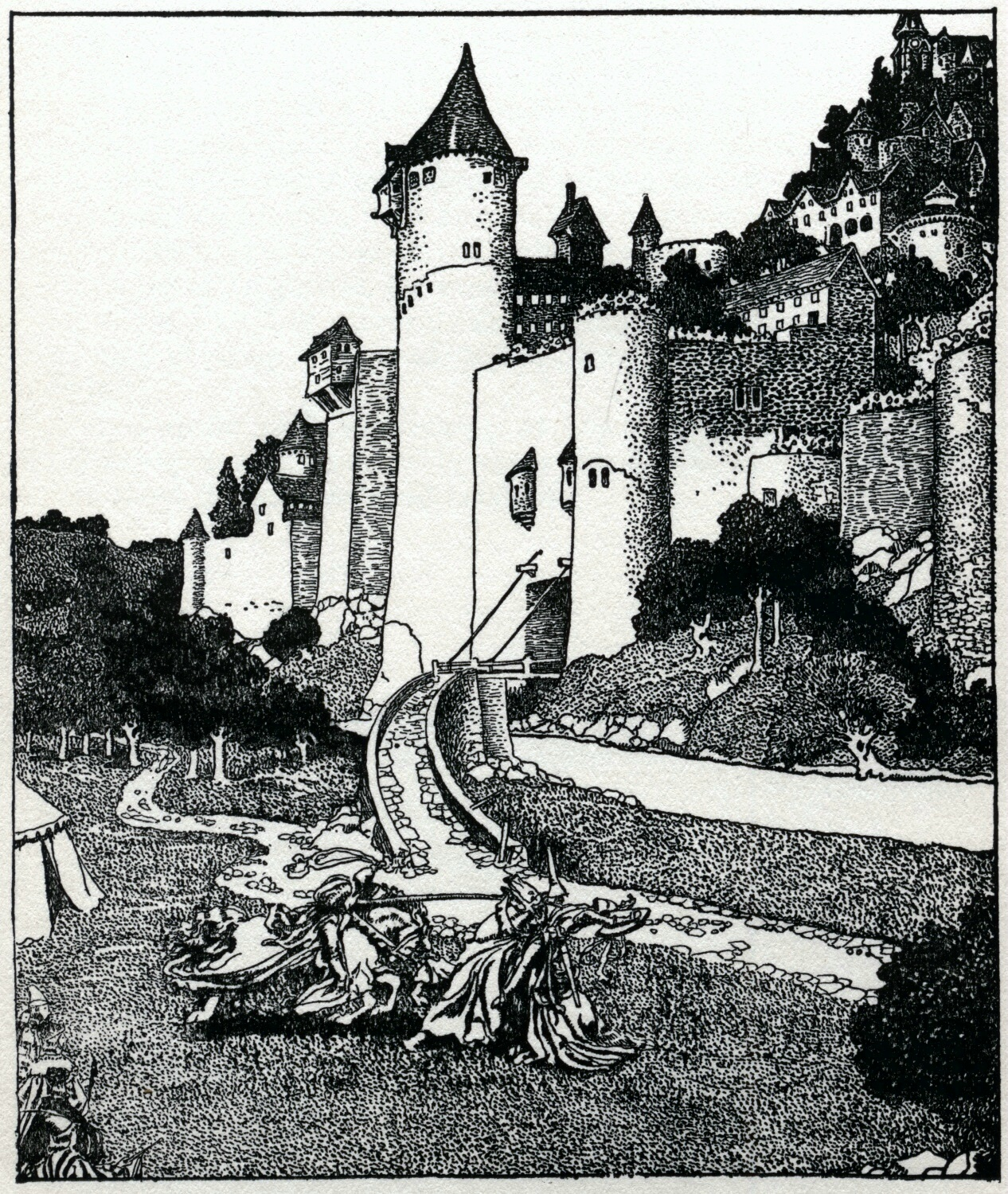
Deux chevaliers avant la bataille en Carmélide, par Howard Pyle, The Story of King Arthur and His Knights (1903).

Léodagan était au service d'Uther Pendragon, prédécesseur et père biologique d'Arthur. Il est chargé de la tenue de la Table Ronde à la mort d'Uther. Venir en aide au roi Léodagan constitue l'une des premières épreuves du jeune roi Arthur : contesté par ses barons, il a besoin d'une alliance solide pour légitimer son couronnement. Roi de Carmélide, Léodagan est aux prises depuis sept ans avec une coalition de Romains et de troupes du duc des Alémans et de Claudas de la Terre Déserte. Il demande l'aide d'Arthur dont il est le vassal. Arthur arrive avec Ban de Bénoïc, Bohort de Gaunes et quelques chevaliers. Merlin leur conseille de ne pas révéler leur identité à Léodagan. Arthur et ses troupes repoussent les assauts et Léodagan les convie dans son château pour un grand banquet, au cours duquel Arthur rencontre pour la première fois Guenièvre et en tombe amoureux. Il découvre que le chevalier qui l'a aidé n'est autre que son suzerain Arthur, et lui offre la main de sa fille Guenièvre ainsi que la Table Ronde en dot. Arthur a entrepris cette quête auprès de Léodagan tant pour la main de sa fille Guenièvre que pour récupérer la Table Ronde, objet d'une cruciale importance magique et religieuse pour son royaume de Camelot.
L'épisode est raconté dans le Merlin de Robert de Boron avec une variante : c'est le roi Rion qui est en guerre contre Léodagan. D'après le Lancelot-Graal, Léodagan a une seconde fille, bâtarde, elle aussi appelée Guenièvre, avec la femme de son sénéchal. Demi-sœur de l'épouse d'Arthur, amie de Bertolai, elle nourrit une jalousie contre la « vraie » Guenièvre, devenue reine.
Dans Le Morte d'Arthur, Leodegrance est le gardien de la Table Ronde qu'il a recueillie après la mort d'Uther Pendragon. Il l'offre en dot au roi Arthur avec cent chevaliers.

## Adaptations modernes
Il est aussi appelé Léaudagan dans L'Enchanteur de René Barjavel, Léo De Grand chez Jean-Louis Fetjaine et Leodagranz chez Marion Zimmer Bradley. Sir Patrick Stewart l'incarne dans le film de John Boorman sorti en 1981, Excalibur. 
L'adaptation jeunesse d'Anne-Marie Cadot-Colin et François Baranger, Lancelot du Lac, reprend fidèlement les versions médiévales. Léodagan, roi de Carmélide, a deux filles nommées Guenièvre, une légitime et une autre avec l'épouse de son sénéchal.
Dans la série humoristique Kaamelott d'Alexandre Astier, Léodagan est joué par Lionnel Astier. Son caractère ne coïncide pas avec le personnage des textes médiévaux, puisqu'il est présenté comme un personnage belliqueux, irascible, et en conflit plus ou moins ouvert avec son gendre, le Roi Arthur. Dans le livre VI, Léodagan est le nouveau roi de Carmélide et tente d'unir les Bretons au Mur d'Hadrien. Il vient à Rome avec sa femme pour « conclure une alliance », mais repart avec l'argent sans rien conclure.